# Phreatobius cisternarum
Phreatobius cisternarum é uma espécie de bagre brasileiro subterrâneo que só é encontrado em cisternas. Apesar de ser raro em coleções, é comum em poços na periferia da cidade de Belém, sendo encontrados em lençóis freáticos rasos, de 4 a 13 metros de profundidade.